# التعليم العلمي التحضيري
التعليم العلمي التحضيري (vwo) (بالهولندية: Voorbereidend wetenschappelijk onderwijs) (التعليم ما قبل الجامعي) أو التعليم الثانوي ما قبل الجامعي هو أعلى مستوى في التعليم الثانوي في هولندا، يلتحق به ما يقرب من خُمس جميع طلاب المدارس الثانوية الهولندية.